# Ace Combat 3: Electrosphere
Ace Combat 3: Electrosphere est un jeu vidéo de simulateur de vol de combat développé par Namco, édité par Namco et SCEE , sorti en 1999 sur PlayStation. Il fait partie de la série de jeux vidéo Ace Combat.
L'histoire se déroule entre le premier janvier et le 21 juillet 2040. Les nations de Strangereal sont dissoutes et remplacés par une corporatocratie globale dont les deux plus puissantes sociétés sont la General Resource LTD et Neucom Incorporated.
Dans ce simulateur de vol, le joueur incarne un pilote de l'UPEO et combat avec ses forces des airs contre des terroristes, ou contre des puissances économiques ou militaires (par exemple, la General Resource ou Neucom Technology Inc.). Le joueur peut très bien se retrouver à soutenir un camp dans une mission, et l'autre camp dans une autre mission.
Le jeu comporte 36 niveaux, dont des niveaux dans l'arctique, au bord de mer, dans un désert, dans les montagnes, au-dessus d'une ville ou d'une forêt, dans des canyons, ou même dans la stratosphère, dans une ville souterraine ou dans l'espace, de jour ou de nuit. Le joueur peut contrôler vingt et un avions avec quatorze armes différentes, ce qui lui permet de créer sa propre stratégie.

## Système de jeu

### Aperçu global
Le jeu propose 3 modes de difficulté (Facile, Moyen et Difficile) qui se caractérisent par la résistance des adversaires et par leur agressivité en combat rapproché. Les 36 missions peuvent être jouées dans ces 3 modes. Les objectifs des missions sont variables, et permettent au joueur d'avoir un aperçu de tout ce qu'il est possible d'accomplir avec son avion. Ainsi, outre les combats aériens, certaines missions proposent des bombardements, de la reconnaissance, de l'escorte, ou encore un concours de manœuvrabilité de l'appareil. Parfois, le joueur sera amené à préférer une arme plutôt qu'une autre (par exemple, certaines cibles ne pourront pas être verrouillées par un missile). Au cours d'une même mission, le joueur peut être amené à recevoir de nouveaux objectifs. De plus des contraintes supplémentaires peuvent être imposées au joueur lors de certaines mission (obligation de respecter une altitude minimum par exemple).

### Factions
Ace Combat 3 fait intervenir plusieurs factions : 
- NUN (Neo United Nations) - NNU (Nouvelles Nations unies) : Organisation qui a pour but le maintien de la paix et de l'ordre. Elle possède également la juridiction des lois internationales. Elle intervient dans de nombreux conflits et facilite la coopération.
- UPEO (Universal Peace Enforcement Organisation) : La faction du joueur. Organisation militaire créée par les NUN lors de l'escalade du conflit entre General Resource Limited et Neucom Incorporated. Elle est contrôlée par les NUN et impose les sanctions prévues par cette dernière. Le bras armé de l'UPEO est la SARF (Special Armed Response Force).
- General Resource LTD : Successeur de la Belkan Gründer Industries. Entreprise à dominantes militaire, industrielle, financière et économique. Elle se focalise sur le monopole des produits d'usage courant, et dispose de sa propre force militaire, la GRDF (General Resource Defense Force). Elle est en constant désaccord avec Neucom Inc., et est plutôt axée sur la modification d'aéronefs existants plutôt que sur la création de nouveaux.
- Neucom Technology Inc. ("Neuwork", dans la version européenne) : Anciennement EASA (Erusian Air and Space Agency), Neucom a été formé par des scientifiques déserteurs de la General Resource et par une ancienne agence gouvernementale, et a la mainmise sur les télécommunications et les nouvelles technologies. Dans ses premiers jour, Neucom a racheté au gouvernement Usean le Complexe Spatial des Îles Comona (connues aussi sous le nom de Riass). Neucom Inc. est formé de cinq divisions opérationnelles : Neucom Info, Neucom Space, Neucom Bio, Neucom Sphere et Neucom Publishing. Le nom de la société est une contraction de "Neuron" et "Computer". C'est la seule faction qui utilise des aéronefs de sa propre facture. Elle est en constant désaccord avec General Resource LTD, et dispose de sa propre armée privée, la NEU (Neucom Emergency Unit).
- Ouroboros : Mystérieuse organisation terroriste, apparaissant vers la fin du jeu. Elle revendique avoir alimenté le conflit entre General Resource LTD et Neucom Inc..

### Missions
Toutes les missions débutent et finissent de manière semblable : Le joueur assiste au briefing de la mission, au cours duquel lui sont présentés les objectifs à atteindre, ainsi que les ennemis pouvant être rencontrés. La plupart des missions montrent également une durée, sous la forme XX:YY (où X et Y sont des chiffres) : il s'agit de la durée maximale de la mission. Si ce temps est dépassé, cela entraînera une modification des objectifs dans le meilleur des cas, mais qui s'en ressentira sur le score de la mission (voir un peu plus bas), ou, dans le pire des cas, l'échec de la mission. Une fois le briefing présenté, le joueur est dirigé vers le hangar où il peut choisir :
- son aéronef (parmi ceux disponibles ; ils sont débloqués au fur et à mesure de la progression dans le jeu),
- le type de canon dont il désire équiper son aéronef,
- le type de missile dont il désire équiper son aéronef.

Une fois ce choix effectué la mission est lancée. Parfois, le joueur assiste au décollage de son avion, de son cockpit. Dans ce challenge, il doit élever son avion dès que sa vitesse le lui permet. Il peut sauter ce challenge, en activant le pilote automatique.
Lorsque la mission est terminée (que ce soit dans le cas d'un échec ou d'un succès), le jeu affiche un replay de tout ou partie de la mission. Le joueur peut alors analyser ses performances, et regarder la scène d'un autre angle en faisant bouger la caméra autour de son avion avec les boutons de la manette. Ainsi, il est possible d'obtenir l'équivalent d'une caméra satellite suivant l'avion, de bloquer la caméra sur l'adversaire... Lorsque le joueur décide de quitter le replay, le jeu lui propose de rejouer la mission dans le cas d'un échec.
Certaines missions proposent un petit challenge au joueur, après le replay, dans lequel le joueur doit effectuer une dernière action pour valider la mission : il peut s'agir d'effectuer un ravitaillement en vol, d'atterrir sur une piste ou un porte-avions, ou encore d'effectuer une rentrée dans l'atmosphère. Le joueur a la possibilité de passer en pilote automatique s'il veut sauter ce challenge. S'il échoue au challenge, celui-ci est relancé ; le joueur n'a pas besoin de refaire toute la mission.
Dans le cas où la mission a été accomplie avec succès, le jeu affiche le débriefing avec une carte satellite montrant le parcours de l'avion du joueur en fonction du temps passé, ainsi que les endroits où il a abattu des adversaires. Le tableau à droite indique le type de cibles détruites, ainsi que le nombre de cibles de chaque type. Dans le bas de l'écran un court résumé de la mission est fait par le supérieur du joueur. Le jeu ne se base pas sur un nombre de points, mais sur un système de notation à quatre niveaux : A, B, C et D, A étant la meilleure note. Si le joueur enfreint des contraintes imposées par la mission, dépasse le temps imparti ou abat des aéronefs neutres, le joueur obtiendra généralement la moins bonne note (même dans les missions non chronométrées, le temps mis pour accomplir une mission a une influence sur la notation finale).
Pour obtenir le rang A, le joueur doit détruire la quasi-totalité des cibles désignées (c'est-à-dire les cibles principales, en rouges, mais également toutes les cibles blanches, hostiles) en un minimum de temps. « Quasi », car le joueur peut tout de même laisser une ou deux cibles blanches intactes, et remporter tout de même le rang A. Si le joueur choisi d'appliquer cette technique, il est judicieux de commencer par détruire les cibles blanches, puis de s'occuper des rouges, car la mission s'achève avec la disparition de la dernière cible rouge.
Si le joueur remporte une notation suffisamment satisfaisante à l'issue de certaines missions, un nouvel appareil lui est accordé. Toutefois, certains avions seront imposés au joueur pour des missions spécifiques (voir ci-dessous). S'il désire jouer de nouveau une mission déjà accomplie, le joueur doit se rendre à l'écran de chargement de sauvegarde, et sélectionner le fichier « Simulateur de vol », à droite. Il pourra alors jouer la mission de son choix, parmi celles déjà accomplies, en choisissant son niveau de difficulté.

#### Échec de la mission
Plusieurs paramètres peuvent faire de la mission un échec. Le plus évident est le crash de l'appareil. Les autres paramètres incluent le dépassement du temps imparti, la sortie de la zone de combat, la destruction d'un objet neutre, la destruction de l'objet à protéger dans les missions d'escortes, ou l'infraction de certaines contraintes imposées par la mission.

#### Réussite de la mission
La destruction de toutes les cibles rouges n'implique pas forcément que la mission est achevée : de nouveaux objectifs peuvent très bien être envoyés au joueur. Lorsque la mission est achevée, deux types d'inscriptions peuvent apparaître à l'écran : « Mission Terminée » ou « Mission Accomplie ». Il est important de bien distinguer les deux. "Mission Accomplie" signifie que le joueur a respecté les contraintes imposées, et que la mission s'est déroulée comme prévu. Il obtiendra alors une note comprise entre A et C, suivant le nombre de cibles blanches abattues. "Mission Terminée" signifie en général que le joueur a enfreint une contrainte imposée, ce qui a eu pour résultat de provoquer l'adversaire, ou a dépassé le temps imparti pour la mission, ce qui a provoqué une adaptation des objectifs. Cela se traduit en général par l'obtention de la moins bonne note, la note D.
Attention : Même si la mission est accomplie, pendant le temps ou l'écran disparaît progressivement pour laisser place au replay, l'avion peut très bien être détruit et ainsi provoquer un échec de la mission. De même, lors d'un atterrissage, si l'avion roule trop vite, il tombera à la mer dans le cas d'un atterrissage sur Porte-avions, ou s'écrasera sur les portes du hangar dans le cas d'un atterrissage sur piste, et malgré l'inscription "Atterrissage réussi", le challenge sera à recommencer.

### Avions
Ace Combat 3 étant un simulateur de vol, le joueur rencontrera une grande quantité d'avions et d'aéronefs. La grande majorité des avions peut être acquise et pilotée par le joueur. Cependant, les aéronefs spéciaux, comme les Porte Avions Aériens, les C-17 et les hélicoptères ne pourront pas être contrôlés. Le joueur commence le jeu avec un Eurofighter 2000. Les avions gagnés peuvent aussi bien être réels (F-15 Eagle, F-18 Hornet, F-22 Raptor...) que fictifs (Delphinus #1, #2, #3, F/A-32 Erne, XFA-36A Game...). Lorsque le joueur est au hangar, il lui est possible d'avoir accès aux caractéristiques de ces avions, pour les comparer aux autres avions dont il dispose. Parmi ces caractéristiques, on trouve la hauteur, la largeur, la longueur de l'appareil, son poids total, sa vitesse maximale (en supposant que l'avion est parallèle au sol ; les vitesses atteintes en piqué pouvant dépasser de loin ce chiffre), ainsi qu'une échelle circulaire sur laquelle sont listées son agilité, sa maniabilité etc.
Comme décrit ci-dessus, les avions peuvent faire l'objet de récompense de missions bien notées. Cependant, à l'issue de certaines missions, un avion sera imposé au joueur pour la mission suivante, et seulement pour celle-là. Ceci est valable pour deux types de missions : 
- Les missions en stratosphère
- La mission dans l'espace

Pour les missions en stratosphère, le joueur se verra attribuer un RF-12A2 Blackbird (peint en blanc, malgré son appellation), spécialement conçu pour le combat à haute altitude.
Pour la mission spatiale, le joueur se verra imposer un R-352 Sepia doté d'un armement unique.

#### Liste des avions disponibles
Certains avions d'Ace Combat 3 sont des versions améliorés de modèles actuels.
- EF-2000E Typhoon II, successeur de l'Eurofighter 2000 (disponible dès le départ), combat chasseur, modernisé par UPEO
- MiG-33 Fulcrum SS, successeur du MiG-33 Fulcrum, combat chasseur, modernisé par UPEO
- Su-37 Super Flanker, toutes performances
- F/A-18I Hornet ADV, successeur du F/A-18 "Hornet", universel, modernisé par General Resource LTD
- F-16 Gyrfalcon, combat chasseur, modernisé par General Resource LTD
- F-16 Sakerfalcon, universel, développé par General Resource LTD
- F-22C Raptor II, successeur du F-22 Raptor, combat chasseur, modernisé par General Resource LTD
- F-15S/MT Eagle+, successeur du F-15 Eagle, combat chasseur, modernisé par General Resource LTD
- F/A-32 Erne, universel, redéveloppé sur la base du Boeing X-32 par General Resource LTD
- R-201 Asterozoa, attaques au sol, développé par Neucom Incorporated
- R-211 Orcinus, attaque au sol, développé par Neucom Incorporated
- R-101 Delphinus #1, universel, développé par Neucom Incorporated
- R-102 Delphinus #2, universel, développé par Neucom Incorporated
- R-103 Delphinus #3, toutes performances, développé par Neucom Incorporated
- Su-43 Berkut, successeur du Su-47 Berkut, toutes performances, modernisé par UPEO
- XFA-36A Game, toutes performances
- RF-12A2 Blackbird (spécifique aux missions Stratosphere et Blackbird), combat haute altitude
- R-352 Sepia (spécifique à la mission Zero Gravity), combat espace
- XR-900 Geopelia (appareil secret, débloqué à l'issue de la mission no 36), toutes performances, développé par Neucom Incorporated avec l'aide d'anciens ingénieurs de General Resource LTD
- UI-4054 Aurora (appareil secret, débloqué en terminant les 36 missions en mode Moyen), toutes performances, développé par l'organisation Ouroboros
- X-49 Night Raven (appareil secret, débloqué en terminant les 36 missions en mode Difficile), toutes performances, développé par General Resource LTD

Le préfixe "R" de certains avions signifie "Radical".

#### Liste des armes disponibles
Les armes ne sont pas universelles pour chaque appareils. Certains appareils ne peuvent être équipés que de certaines armes. De plus, certaines armes ne sont disponibles que dans le simulateur de vol.

##### Systèmes de canon
Mitrailleuse standard Vulcan : La mitrailleuse de base. Possède une cadence élevée de tir, ainsi qu'une grande portée, mais il s'agit de la mitrailleuse la plus faible elle est la seule mitrailleuse disponible au début du jeu.

Mitrailleuse lourde : Possède une cadence de tir et une portée légèrement inférieures au Vulcan, mais inflige plus de dégâts.

Canon à fort potentiel : Tire des obus explosifs à une cadence de tir moins élevée que la mitrailleuse lourde, et à moindre portée, mais se révèle dévastateur.

Impulsions laser : Combine la cadence de tir du Vulcan et les dégâts de la mitrailleuse lourde.

Canon à neutrons (spécifique au R-352 "Sepia") : Tire des projectiles énergétiques bleutés. Cadence de tir rapide.

Canon laser (spécifique au XR-900 "Geopelia" et au X-49 "Night Raven") : Tir des faisceaux laser continus verdâtres. Très grande portée, et inflige beaucoup de dégâts. Cadence de tir très faible.

##### Missiles
Missile standard : Les missiles de base. Portée et dégâts moyens.

Missile à courte portée : Portée plus courte que les missiles standards, mais disponibles en plus grande quantité. Rechargement plus rapide.

Missile MIRV : Chaque missile se sépare en 4 ogives guidées. Efficace contre des cibles lentes ou immobiles.

Missile de croisière : Grande portée, descend raser le sol dès qu'il est tiré.

Bombe lisse : Projectile balistique lancé depuis l'avion. Sa portée dépend de l'angle de tir. Gros potentiel destructeur.

OSL (Orbital Satellite Laser) : L'avion ne tire pas de missiles, mais donne l'ordre à un satellite de tirer au laser sur la cible. Destruction immédiate. Très lent à recharger non utilisable dans les missions comme geofront.

Bombe anti-nanobit (spécifique à la mission "Bug Hunt") : Une bombe spécialement conçue par Neuwork Inc. pour détruire des organismes électroniques microscopiques.

Missile plasma (spécifique au R-352 "Sepia") : Un projectile, spécialement conçu pour le combat spatial, laissant derrière lui une traînée bleue scintillante.

### Aux commandes
Lorsque la mission démarre, le joueur peut choisir de piloter en vue externe (meilleur champ de vision) ou en vue du cockpit (meilleur précision). Qu'il choisisse n'importe laquelle des deux vues, le joueur bénéficiera toujours des informations HUD, sauf s'il décide de les cacher via le menu affiché lors le jeu est en pause. Le HUD, donne un grand nombre d'informations importantes, parmi lesquelles : 
- Un altimètre à droite, indiquant l'altitude de l'avion, vraisemblablement en pieds.
- Une barre d'état, en bas à droite, montrant les dégâts subis par l'appareil, ainsi que le nombre de missiles restants (les obus du canon sont illimités).
- Juste au-dessus du nombre de missiles restants, des petites icônes indiquent combien de missiles sont prêts à être tirés.
- Un chronomètre, en bas à gauche, se transformant parfois en compte à rebours rouge, aux moments où le joueur doit accomplir une action dans un temps limité (pas forcément les missions).
- Un compteur de vitesse, à gauche, montrant la vitesse de l'appareil en km/h.
- Un radar, indiquant la position des objets volants à proximité. Lorsqu'ils sont suffisamment proches, ils prennent l'apparence de petite flèches, indiquant leur sens de déplacement. Les objets prennent une couleur en fonction de leurs statut :
  - Rouge : Cibles prioritaires. Elles doivent toutes être détruites pour finir la mission.
  - Blanc : Cibles secondaires. Elles n'ont pas d'importance au niveau du déroulement de la mission, sauf au moment de la notation.
  - Jaune : Objets neutres. Malgré leur statut inoffensif, ils peuvent être verrouillés par les missiles du joueur, mais ne doivent en aucun cas être détruits ce sont pour la plupart des appareils civils.
  - Bleu : Objets alliés. Ils ne peuvent être touchés par le joueur.

Sur le HUD, les objets bénéficient d'annotations : le type de l'objet, en haut à gauche du carré qui l'encadre sur le HUD, et sa distance par rapport au joueur (en pieds), en bas à droite. Une petite flèche indique également la direction de l'objet : pointée vers le haut si l'objet s'éloigne du joueur, pointée vers le bas s'il se rapproche. Les objets rouges bénéficient de l'annotation "TGT", pour TARGET (cible), les objets jaunes bénéficient de l'annotation "N.TGT" pour NON TARGET (non-cible), et les objets bleus bénéficient de l'annotation "FRND" pour FRIEND (ami).

Outre la boussole, un petit T inversé apparaît également. Il montre le point vers lequel se dirigeront les missiles s'ils sont tirés sans verrouillages.
Lorsque le joueur est suffisamment proche d'un adversaire pour le verrouiller, la tête chercheuse s'aligne sur la cible puis vire au rouge. Un "bip-bip" caractéristique se fait alors entendre.
Si le joueur s'approche encore plus, un cercle apparaît, avec certaines parties de son périmètre en plus épaisses : il s'agit du viseur de la mitrailleuse. Plus le nombre de sections épaisses du périmètre est important, plus la cible est proche.

Lors des missions de bombardement, un viseur en forme de losange s'affiche, permettant ainsi de larguer les bombes avec plus de précision. À côté du carré qui entoure la cible est indiqué en chiffre le nombre de mètres qui vous séparent.

#### Système d'alerte vocal
Chaque appareil comprend un système d'alerte vocal qui avertit le joueur en cas de situation à risques. Voici les différentes alertes qu'un joueur peut rencontrer :
- Caution ! Pull up ! (Avertissement ! Remontez !) : Alerte le joueur lorsque son appareil vole trop bas. Peut aussi être entendu lorsqu'une altitude minimale est imposée au joueur.
- Caution ! Pull down ! (Avertissement ! Descendez !) : Alerte le joueur lorsque son appareil vole trop haut, lorsqu'une contrainte d'altitude maximale est imposée au joueur.
- Caution ! Stall ! (Avertissement ! Décrochage !) : Alerte le joueur lorsque son appareil est en décrochage. Il doit reprendre de la vitesse pour se stabiliser.
- Caution ! Damage ! (Avertissement ! Dégâts !) : Alerte le joueur lorsque son appareil subit des dégâts (raclage du sol, tir de canon adverse, missile...).
- Caution ! Off course ! (Avertissement ! Fausse route !) : Alerte le joueur lorsqu'il est sur le point de sortir de la zone de combat. Il doit changer de cap pour rester dans cette zone.
- Caution ! Missile Empty ! (Avertissement ! Plus de missiles !) : Alerte le joueur lorsqu'il a épuisé tout son stock de missiles. Le joueur doit alors finir la mission en cours uniquement avec son système de canon, ou bien la recommencer.
- Warning ! (Attention !) : Alerte le joueur lorsqu'il est engagé au canon par un adversaire, ou qu'il est verrouillé par un radar de tir adverse.
- Warning ! Missile alert !  (Attention ! Alerte missile) : Alerte le joueur lorsqu'un missile est tiré contre lui. Il peut se livrer à une série de mouvements désordonnés pour le semer. Parfois, un rien suffit.
- Warning ! Virus alert ! (spécifique à la mission "Bug Hunt") (Attention ! Alerte virus) : Alerte le joueur lorsqu'il s'approche trop près d'un nid de nanobits. Son équipement électronique est alors affecté, son appareil subit des dégâts, et sa vue se brouille jusqu'à ce qu'il s'en soit suffisamment éloigné.
- Hold your Fire! (Ne tires pas) : Informe le joueur de ne pas tirer sur cet élément du jeux. Cela peut se produire en changeant de cible et en verrouillant son tir sur un NTGT (NON-TARGET). Cela peut arriver en appuyant sur "triangle" jusqu'à ce que le NTGT soit verrouillé.

### Manœuvrabilité et comportement de l'appareil
Les différences de caractéristiques entre appareils influent beaucoup sur le maniement de ceux-ci. Ainsi, certains appareils seront lent à virer de bord, tandis que d'autres réagiront au quart de tour. Au-delà des différences entre appareils, le joueur peut faire exécuter à son avion une large gamme de figure, incluant notamment tonneaux, piqués, chandelles et loopings. Si l'avion dépasse la vitesse de 4000 km/h, des vibrations secoueront l'appareil de plus en plus fort. Ces vibrations seront non seulement ressenties dans la manette, si celle-ci est équipée de vibreurs, mais aussi sur l'écran. Au contraire, si celui-ci ralentit trop, il décrochera et piquera vers le sol tant qu'il n'aura pas repris une vitesse suffisante pour se maintenir en l'air. Les appareils standards (hors stratosphérique et spatial) ne peuvent aller au-delà de 30 000 pieds. La manœuvrabilité des appareils est surtout mise à rude épreuve lors des missions stratosphériques et spatiales. Ainsi, en air raréfié, plus l'appareil sera haut, plus il sera lent à réagir. Il ne pourra toutefois pas excéder les 36 000 pieds d'altitude.
Concernant la mission spatiale, la maniabilité est d'autant plus réduite que l'air est totalement absent. Ainsi, un trop brusque mouvement entraînera l'appareil dans une très longue glissade sur le côté, à cause de l'inertie.
Le comportement de l'appareil peut être encore mieux apprécié en vue externe. Ainsi, lors d'un changement de direction, le joueur pourra voir les ailerons s'orienter différemment pour diriger l'avion. Mieux encore, certains appareils sont équipés de tuyères à poussée vectorielle, qui bougent elles aussi lors des manœuvres. Enfin, le jet de flammes de la, ou des tuyères est proportionnel à la vitesse de l'avion. Ainsi, un avion lancé à pleine vitesse verra ses réacteurs s'enflammer et cracher de longues flammes bleutées, alors qu'un avion freiné brutalement verra ses réacteurs d'éteindre presque complètement et, sur certains modèles, le joueur pourra voir les aérofreins se déployer.
Le joueur a également la possibilité de manœuvrer son propre point de vue sur 360°, dans le cockpit ou en externe, sans modifier la direction de l'avion. Ceci peut être utilisé pour repérer un adversaire, ou tout simplement pour profiter du paysage.

## À noter
Les versions PAL et US du jeu ont, pour une raison indéterminée, été amputées des scènes cinématiques de la version japonaise ainsi que de 16 des 52 missions, et de la quasi-totalité du background historique et des principaux protagonistes.
La version japonaise du jeu permet aussi de jouer avec des alliés à intelligence artificielle, elle contient 2CD dû au fait que c'est une version qui contient un scénario complet.
Un pack de 2CD contenant le soundtrack complet du jeu est aussi disponible en vente sur internet.
- Version NTSC-JP : scénario complet.
- Version NTSC-US : scénario présent mais des passages ont été amputés.
- Version PAL : scénario inexistant.